# کریس البرایت
کریس البرایت (انگلیسی: Chris Albright؛ زادهٔ ۱۴ ژانویهٔ ۱۹۷۹) یک بازیکن فوتبال سابق اهل ایالات متحده آمریکا است. او اکنون مدیرعامل باشگاه سینسیناتی در لیگ برتر است.
وی همچنین در تیم ملی فوتبال ایالات متحده آمریکا بازی کرده‌است.